# Sebastião Dias Laranjeira
Sebastião Dias Laranjeira, (Palmas de Monte Alto, 20 de janeiro de 1820 — Porto Alegre, 13 de agosto de 1888) foi um bispo católico brasileiro.

## Vida
Nasceu em 20 de janeiro de 1822, na localidade de Mamonas, (conhecida também como Mandiroba) freguesia de Palmas de Monte Alto, hoje distrito do município de Sebastião Laranjeiras, na Bahia. Seus pais, Joaquim Dias Laranjeira e Maria Inácia de Jesus, para dar ao filho uma boa educação, o enviaram a cidade de Cachoeira, a margem do Rio Paraguaçu, a fim de ali começar seus estudos.
Logo ingressou no Seminário da Bahia, do Arcebispo Dom Romualdo de Seixas, de onde aos 23 anos de idade saiu ordenado sacerdote. Desde diácono, trabalhou pastoralmente na Paróquia Nossa Senhora do Carmo do Morro do Fogo, durante treze anos atuou como pároco. De 1844 a 1857, foi vigário na cidade de Paramirim, no interior do estado da Bahia.
Em 1857, partiu para Roma, passou por Paris, no Seminário São Suplício. Em Roma, o jovem sacerdote iniciou seus estudos em legislação eclesiástica, hoje chamado de Direito Canônico, na Universidade La Sapienza, dedicando-se nas horas de descanso ao estudo da língua hebraica.
Em 1860, cinco dias antes de receber a láurea do doutorado, foi surpreendido pelo decreto imperial que o nomeava Bispo de São Pedro do Rio Grande do Sul. Mas, como recusasse aceitar a nomeação, teve uma audiência com o Cardeal Antonelli, Secretário de Estado do Vaticano, que o aconselhou fortemente a aceitar o ônus do episcopado.

## Episcopado
Dias depois o Papa Pio IX o recebeu com as palavras: “Il nostro curato é diventato vescovo. Bravo!”. E acrescentava dizendo que “o Senhor o chama a tal carreira, obedeça à sua vontade, sujeite-se e vá para o Brasil trabalhar naquela vinha, que precisa de bons pastores; o Senhor o chama, não tem que hesitar; sou eu quem lhe digo”. (Cf.: Arquivos da Cúria Metropolitana de Porto Alegre)
Como o Santo Padre manifestasse o desejo que o padre Sebastião voltasse para o Brasil já ordenado bispo, este lhe pediu a graça de que o próprio Papa o ordenasse. E assim foi feito. No dia 7 de outubro de 1860, festa litúrgica de Nossa Senhora do Rosário, o Papa Pio IX, ordenou bispo Dom Sebastião na Capela Sistina.
No dia 14 do mesmo mês, partiu Dom Sebastião de Roma, e passando por Londres, demorou-se alguns dias em Lisboa, em visita ao Seminário Patriarcal, para estudar as regras e a disciplina compatível a estabelecer no futuro seminário diocesano.
Na sua chegada ao Brasil esteve no Recife e demorou-se alguns meses na Bahia, sua terra natal. Nomeou, então, por procuração, aos 29 de janeiro de 1861, governador de sua diocese o padre Juliano de Faria Lobato, sacerdote que já exercia as funções de vigário capitular, durante o período vacante.
A chegada de Dom Sebastião no Rio Grande do Sul foi cercada de festa, começando pela cidade de Rio Grande. Em Porto Alegre chegou, aos 28 de julho de 1861, cercado das autoridades e do povo. O primeiro ato do bispo foi rezar diante do túmulo de seu antecessor, Dom Feliciano.
Dom Sebastião, em 1870, participou do Concílio Vaticano I, nele fez parte da comissão De Fide Catholica, composta das sumidades em teologia do episcopado mundial. Enviou para Roma ao Colégio Pio-Latino-Americano, muitos alunos candidatos ao sacerdócio.
Em seu episcopado, Dom Sebastião tinha clara consciência de que era preciso reformar o clero e formar um novo clero, no próprio Rio Grande do Sul. Era Lazarista, isto é, da Congregação Vicentina fundada junto à igreja de São Lázaro, em Paris, cujo carisma era precisamente a formação sacerdotal.
Dom Sebastião se lançou inteiramente na construção do novo seminário. Era o grande prédio que hoje ainda serve de Cúria e Residência Episcopal, em Porto Alegre, na rua Espírito Santo. O Seminário passou a se chamar Estrela do Sul (mesmo nome do periódico que passou a ser publicado no ano seguinte a sua chegada). A princípio entregou o novo Seminário aos Jesuítas, mas depois mandou vir padres da sua congregação.
O Bispo Laranjeira tinha um caráter firme, decidido e corajoso. Sua vida foi pautada por decisões e posicionamentos sempre claros; vale lembrar a Questão Religiosa de 1873 e 1874, na qual se solidarizou com os bispos de Belém e Recife: Dom Antônio de Macedo Costa e Dom Vital Maria Gonçalves de Oliveira. Dom Sebastião nos anos anteriores não se conformava com a situação de servidão e dependência que se encontrava a Igreja Católica no país e da ingerência por parte do Império em assuntos religiosos.
Destacou-se muito no combate à escravatura. Em toda parte criou Clubes Abolicionistas. Embora sempre muito doente, estava convicto de que não partiria sem ver a libertação dos escravos. Pois, foi o que aconteceu, noventa dias depois da abolição da escravatura, no dia 13 de agosto de 1888, Dom Sebastião entregava sua alma a Deus.

## Curiosidade
Em sua homenagem, foi dado seu nome a um município baiano, após a emancipação: Sebastião Laranjeiras.